# Чайка сіра
Чайка сіра (Vanellus cinereus) — вид сивкоподібних птахів родини сивкових (Charadriidae) роду чайка (Vanellus).

## Розповсюдження
Гніздиться у північно-східному Китаї та Японії. Материкова популяція зимує у Південно-Східній Азії від північно-східної Індії до Камбоджі. Японська популяція зимує у південній частині острова Хонсю.
Цей вид відмічений як залітний у Росії, на Філіппінах, Індонезії і Новому Південному Уельсі (Австралія).

## Опис
Довжина тіла сягає 34-37 см завдовжки. Має сіру голову і шию, сіру смугу темніша на грудях і біле черево. Спина коричнева, круп білий, а хвіст чорний.
Статевий диморфізм не характерний для виду, але самці трохи більше, ніж самиці. Молоді птахи мають білі ділянки оперення з відтінком сірого.

## Поведінка
Цей вид гніздиться з квітня по липень у мокрих лугах, рисових полях і болотах. Зимує в аналогічних середовищах існування . Живиться на мілині комахами, черв'яками і молюсками.

## Відео
| Птах | Це незавершена стаття з орнітології. Ви можете допомогти проєкту, виправивши або дописавши її. |